# KazCosmos
KazCosmos ist die Raumfahrtbehörde der Republik Kasachstan mit Hauptsitz in Astana. Direktor war nach ihrer Gründung am 27. März 2007 der ehemalige Kosmonaut Talghat Mussabajew. Seit 2016 ist sein Nachfolger im Amt sein früherer Stellvertreter Jerkin Schaimaghambetow.

## Hintergrund
Der wichtigste Startplatz für bemannte und unbemannte Raumflüge für die Sowjetunion wurde in der damaligen Kasachischen SSR in Baikonur aufgebaut. Auch heute ist das Kosmodrom Baikonur der wichtigste Startplatz für Russland. Es gibt Verträge zwischen Russland und Kasachstan zur Nutzung durch Russland bis 2050.

## Bemannte Raumfahrt
Vor der Gründung der Behörde gab es bereits mit Toktar Aubakirow und dem aktuellen Leiter Talghat Mussabajew zwei kasachische Kosmonauten. Aidyn Aimbetow war dann 2015 der erste Kosmonaut, der in Verantwortung dieser Behörde ins All flog.

## Unbemannte Raumfahrt
Noch vor der Gründung von KazCosmos wurde der erste kasachische Satellit KazSat 1 am 18. Juni 2006 von Baikonur ins All gestartet. KazSat 2 wurde dann am 16. Juli 2011 auf einer Proton-Rakete gestartet. Gebaut wurde KazSat-2 von GKNPZ Chrunitschew und Thales Alenia Space. KazSat 3 wurde am 28. April 2014 mit einer Proton-M/Bris-M-Trägerrakete vom Raketenstartplatz Baikonur in eine geostationäre Umlaufbahn gebracht.